# Siegfried Brugger

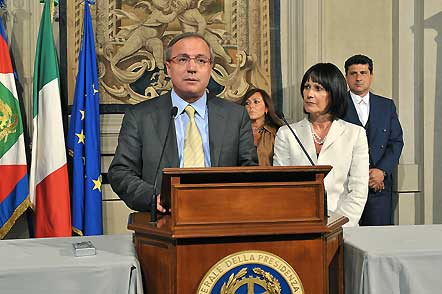
Siegfried Brugger (pierwszy z lewej)

Siegfried Brugger (ur. 22 maja 1953 w Trydencie) – włoski polityk i prawnik, jeden z liderów mniejszości niemieckiej we Włoszech, deputowany.

## Życiorys
Studiował prawo na uniwersytetach w Innsbrucku, Padwie i Rzymie. W latach 80. rozpoczął prowadzenie praktyki adwokackiej w Bolzano.
Zaangażował się także w działalność Południowotyrolskiej Partii Ludowej, chadeckiego regionalnego ugrupowania reprezentującego mniejszości językowe. Od 1979 do 1982 kierował organizacją młodzieżową SVP, w latach 1988–1994 zasiadał w radzie regionu Trydent-Górna Adyga. Od listopada 1992 do kwietnia 2004 pełnił funkcję przewodniczącego Południowotyrolskiej Partii Ludowej.
Od 1994 do 2013 nieprzerwanie zasiadał w Izbie Deputowanych jako poseł XII, XIII, XIV, XV i XVI kadencji.